# RCH in het seizoen 1969/70
Het seizoen 1969/1970 was het 15e jaar in het bestaan van de Heemsteedse betaaldvoetbalclub RCH. De club kwam uit in de Nederlandse Eerste divisie en eindigde daarin op de 17e plaats, hiermee degradeerde club rechtstreeks naar de Tweede divisie. Tevens deed de club mee aan het toernooi om de KNVB beker, hierin werd in de eerste ronde verloren van DWS (1–3).

## Wedstrijdstatistieken

### Eerste divisie
|       | Blauw-Wit | FC Den Bosch '67 | SC Cambuur | D.F.C. | Elinkwijk | Excelsior | Fortuna | Fortuna SC | De Graafschap | Helmond Sport | Heracles | HVC   | Veendam | Vitesse | Volendam | De Volewijckers | Willem II |
| ----- | --------- | ---------------- | ---------- | ------ | --------- | --------- | ------- | ---------- | ------------- | ------------- | -------- | ----- | ------- | ------- | -------- | --------------- | --------- |
| Thuis | 0 – 2     | 1 – 0            | 2 – 1      | 2 – 0  | 1 – 2     | 0 – 0     | 3 – 3   | 0 – 1      | 1 – 1         | 1 – 3         | 4 – 0    | 0 – 1 | 2 – 0   | 3 – 2   | 1 – 2    | 1 – 2           | 0 – 0     |
| Uit   | 1 – 0     | 3 – 0            | 4 – 0      | 4 – 1  | 3 – 1     | 4 – 0     | 0 – 1   | 1 – 0      | 2 – 2         | 1 – 3         | 4 – 0    | 0 – 1 | 1 – 1   | 0 – 1   | 5 – 1    | 1 – 0           | 2 – 1     |

### KNVB beker
| 1e ronde                                        | RCH                | 1 – 3 (1 – 1) | DWS                                           |
| 19 oktober 1969 Plaats: Heemstede Sportparklaan | Ton Smit 5' (pen.) |               | 10' (pen.) Finn Seemann 52', 89' Stanley Bish |

## Statistieken RCH 1969/1970

### Eindstand RCH in de Nederlandse Eerste divisie 1969 / 1970
| Stand | Gespeeld | Gewonnen | Gelijk | Verloren | Punten | Doelpunten voor | Doelpunten tegen |
| ----- | -------- | -------- | ------ | -------- | ------ | --------------- | ---------------- |
| 17e   | 34       | 10       | 6      | 18       | 26     | 35              | 56               |

### Topscorers
| #                 | Naam               | Goal |
| ----------------- | ------------------ | ---- |
| 1.                | Herman Kamoen      | 12   |
| 2.                | Piet van den Berg  | 7    |
| 3.                | Ton Smit           | 5    |
| 4.                | Dick Meijer        | 4    |
| 5.                | Jan van Doesselaar | 2    |
| 6.                | Chris Croes        | 1    |
| 6.                | Rob Koster         | 1    |
| 6.                | Johan Neeskens     | 1    |
| 6.                | Bart Severijnse    | 1    |
| Onbekend doelpunt |                    |      |
| –                 | Onbekend           | 1    |
| Totaal            | Totaal             | 35   |

| #      | Naam     | Goal |
| ------ | -------- | ---- |
| 1.     | Ton Smit | 1    |
| Totaal | Totaal   | 1    |